# San Martino Siccomario
San Martino Siccomario – miejscowość i gmina we Włoszech, w regionie Lombardia, w prowincji Pawia.
Według danych na rok 2004 gminę zamieszkiwało 5040 osób, 360 os./km².